# Kriptóniumion
A kriptóniumion egy ónium vegyület, egy protonált kripton. Képlete KrH+. Létezése nem bizonyított, de a fluorokriptóniumion (KrF+) sói ismertek.

## Fordítás
Ez a szócikk részben vagy egészben  a   Kryptonium ion című angol Wikipédia-szócikk ezen változatának fordításán alapul.  Az eredeti cikk szerkesztőit annak laptörténete sorolja fel. Ez a jelzés csupán a megfogalmazás eredetét és a szerzői jogokat jelzi, nem szolgál a cikkben szereplő információk forrásmegjelöléseként.